# Chiliophyllum
Chiliophyllum es un género de plantas con flores perteneciente a la familia Asteraceae.Comprende 5 especies descritas y de estas, solo 3 aceptadas.

## Taxonomía
El género fue descrito por Augustin Pyrame de Candolle y publicado en Prodromus Systematis Naturalis Regni Vegetabilis 5: 554. 1836. La especie tipo es: Chiliophyllum densifolium Phil.	

## Especies
A continuación se brinda un listado de las especies del género Chiliophyllum aceptadas hasta junio de 2011, ordenadas alfabéticamente. Para cada una se indica el nombre binomial seguido del autor, abreviado según las convenciones y usos.
- Chiliophyllum andinum Cabrera
- Chiliophyllum densifolium Phil.
- Chiliophyllum fuegianum O.Hoffm.